# Andrzej Zaniewski
Andrzej Zaniewski (n.  ?) este un scriitor și poet polonez.

## Biografie și carieră
Andrzej Zaniewski s-a născut la 13 aprilie 1939, în Varșovia, Polonia. Zaniewski și-a finalizat studiile de istoria artei la Universitatea din Varșovia în 1964. Primele sale poezii au fost publicate în ziarul Głos Wybrzeża în 1958. Este unul dintre creatorii grupului de poezie Hybrydy. Este autorul a numeroase cărți de poezie și proză traduse în peste 30 de limbi, printre care celebrul roman Șobolanul (1994).

## Distincții
- 2002:  Numit ofițer al Ordinul Polonia Restituta de către guvernul polonez[2]